# Christian Zürner
Christian Zürner (* 1968 in Lauingen) ist ein deutscher Jazzbassist und Kulturpädagoge.

## Leben
Zürner spielte zunächst Klavier und Schlagzeug, bevor er im Alter von vierzehn Jahren zum E-Bass wechselte. Der Autodidakt spielte zunächst als Bassist in verschiedenen Formationen in Bamberg. In den 1980er Jahren wandte er sich unter dem Eindruck der Musik von John McLaughlin dem modernen Jazz zu und nahm Unterricht bei Dominique di Piazza. 1989 begann er ein Studium der Evangelischen Theologie und Germanistik an der Universität Erlangen, um dann zwischen 1993 und 1998 an der Universität Hildesheim Diplom-Kulturpädagogik zu studieren. Anschließend war er am Musikwissenschaftlichen Seminar Detmold/Paderborn tätig, um dann als Kulturpädagoge in Detmold und in Rüsselsheim zu arbeiten. Er wurde mit einer Arbeit über Ästhetische Bildung und Frühromantik promoviert.
Mitte der 1980er begann seine Zusammenarbeit mit dem Gitarristen Rainer Hartmann. 2001 erschien ihre Duo-CD Miniaturen. Daneben spielt er auch in anderen Formationen wie Madras Special von Ramesh Shotham sowie in der Bamberger Formation Schweinsohr Selection. Von 2007 bis 2010 war Zürner Studienleiter der Evangelischen Stadtakademie in Frankfurt am Main.
Zürner ist seit 2010 Professor für Soziale Kulturarbeit an der Ostbayerischen Technischen Hochschule Regensburg.

## Buchveröffentlichung
- Christian Zürner: Ästhetische Bildung und Frühromantik. Kritische Dialoge zwischen Wilhelm Heinrich Wackenroder und Theodor W. Adorno. Lit-Verlag 2006; ISBN 3-8258-9171-2